# Янов Любелски
Я̀нов Любѐлски или Я̀нув Любѐлски (на полски: Janów Lubelski) е град в Югоизточна Полша, Люблинско войводство. Административен център е на Яновски окръг, както и на градско-селската Яновска община. Заема площ от 14,80 км2.